# Linuchidae
Linuchidae é uma família de medusas da ordem Coronatae.

## Géneros
- Linantha Haeckel, 1880
- Linuche Eschscholtz, 1829